# Anaxipha hypergios
Anaxipha hypergios är en insektsart som beskrevs av Otte, D. 2006. Anaxipha hypergios ingår i släktet Anaxipha och familjen syrsor. Inga underarter finns listade i Catalogue of Life.